# Mycalesis signata
Mycalesis signata är en fjärilsart som beskrevs av Rothschild 1916. Mycalesis signata ingår i släktet Mycalesis och familjen praktfjärilar. Inga underarter finns listade i Catalogue of Life.